# Björka lertag
Björka lertag este o arie protejată (arie specială de conservare — SAC, sit de importanță comunitară — SCI, arie de protecție specială avifaunistică — SPA) din Suedia întinsă pe o suprafață de 17,7 ha, integral pe uscat.

## Localizare
Centrul sitului Björka lertag este situat la coordonatele 59°06′39″N 15°06′53″E / 59.1107°N 15.1146°E.

## Înființare
Situl Björka lertag a fost declarat sit de importanță comunitară în ianuarie 1998 pentru a proteja 8 specii de animale. Alte tipuri de protecție:
- arie de protecție specială avifaunistică (în ianuarie 1998)[2]
- arie specială de conservare (în martie 2011)[1][3][4]

## Biodiversitate
Situată în ecoregiunea boreală, aria protejată nu include niciun habitat protejat.
La baza desemnării sitului se află mai multe specii protejate:
- păsări (6): buhai de baltă (Botaurus stellaris), erete de stuf (Circus aeruginosus), sfrâncioc roșiatic (Lanius collurio), bătăuș (Philomachus pugnax), ploier auriu (Pluvialis apricaria), fluierar de mlaștină (Tringa glareola)
- amfibieni (1): triton cu creastă (Triturus cristatus)
- nevertebrate (1): libelule (Leucorrhinia pectoralis)